# Liste der Bodendenkmäler in Marktgraitz
Auf dieser Seite sind die Bodendenkmäler in dem oberfränkischen Markt Marktgraitz zusammengestellt. Diese Tabelle ist eine Teilliste der Liste der Bodendenkmäler in Bayern. Grundlage ist die Bayerische Denkmalliste, die auf Basis des Bayerischen Denkmalschutzgesetzes vom 1. Oktober 1973 erstmals erstellt wurde und seither durch das Bayerische Landesamt für Denkmalpflege geführt wird. Die folgenden Angaben ersetzen nicht die rechtsverbindliche Auskunft der Denkmalschutzbehörde.

## Bodendenkmäler der Gemeinde

### Bodendenkmäler in der Gemarkung Marktgraitz
| Lage                                 | Objekt | Akten-Nr.     | Bild |
| ------------------------------------ | --- | ------------- | ---- |
| Marktgraitz (Standort)               | Abschnittsbefestigung vor- und frühgeschichtlicher Zeitstellung und des frühen Mittelalters sowie Höhensiedlung des Neolithikums, der frühen Latènezeit, der römischen Kaiserzeit und des frühen Mittelalters        | D-4-5833-0020 |      |
| Marktgraitz Marktplatz 11 (Standort) | Archäologische Befunde von Vorgängerbauten im Bereich der mittelalterlichen, 1958 nach Brand in Teilen erneuerten Katholischen Pfarrkirche zur Hl. Dreifaltigkeit von Marktgraitz mit ehemalige ummauertem Kirchhof. | D-4-5833-0108 |      |